# Berindeter Seitling
Der Berindete Seitling (Pleurotus dryinus), auch Beringter oder Eichen-Seitling genannt, ist eine Pilzart aus der Familie der Seitlingsverwandten (Pleurotaceae). Er wird zusammen mit dem Beschleierten Pappel-Seitling (Pleurotus calyptratus) zur Untergattung Lentidiopsis gezählt, die durch ein zartes Velum bei jungen Fruchtkörpern gekennzeichnet ist. Das Artepitheton dryinus kommt vom griechischen Wort δρύϊνος und bezeichnet „von Eichen“.

## Merkmale
Die Fruchtkörper des Berindeten Seitlings stehen meist einzeln, der Rand junger Exemplare ist lange eingerollt und mit zartem Velum behangen. Die Fruchtkörper sind weißlich gefärbt, später gelblich, überzogen von einem bräunlich-grauen, im Alter aufbrechendem Hyphenfilz, der eine relativ derbe Rinde bildet (Name!). Die Pilze gilben beim Trocknen und auf Druck etwas. Die entfernt stehenden, weit am Stiel herablaufenden Lamellen sind weiß, teilweise gegabelt and bilden teilweise Querverbindungen. Der weißlich-cremefarbene Stiel steht meist exzentrisch, ist kurz (20–60 mm lang und 10–40 mm breit) und mit einem weißen Filz überzogen.
In Nordafrika wird die auf Stümpfen der Atlas-Zeder wachsende Varietät uteosaturatus mit leuchtend gelb gefärbtem Stiel, Lamellen und Fleisch beschrieben (Krieglsteiner zitiert nach Malencion).

## Artabgrenzung
Nahe verwandt ist der seltene Beschleierte Pappel-Seitling (Pleurotus calyptratus), der sich durch größere Sporen vom Berindeten Seitling unterscheidet und ausschließlich auf Pappeln wächst.

## Ökologie

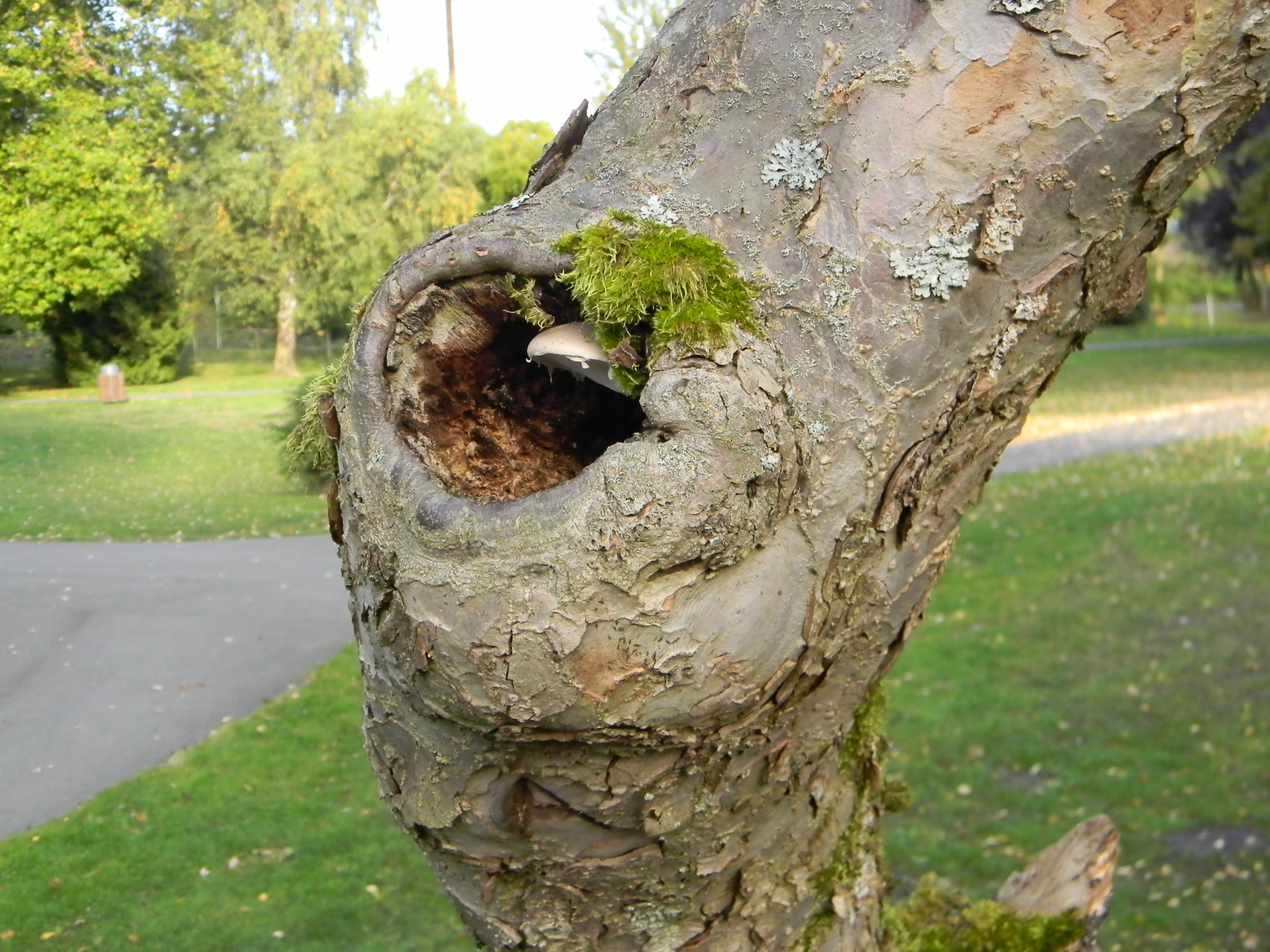
Einzelexemplar des Berindeten Seitlings (Pleurotus dryinus) in einer Baumhöhle

Der Berindete Seitling ist ein Schwächeparasit an Laub- und Nadelbäumen, der eine intensive Weißfäule erzeugt und seinen Wirt langsam zum Absterben bringt, und nach dem Absterben des Wirtes noch einige Zeit als Saprobiont weiterleben kann. Er kommt in unterschiedlichen Waldtypen vor, besonders an Waldrändern und Waldwegen. Krieglsteiner weist besonders auf das häufige Vorkommen in Parks, an Straßen und Bächen und in Obstwiesen hin.

## Verbreitung
Der Berindete Seitling kommt in der Holarktis sowie in den nördlichen Subtropen in Europa, Nordafrika, Asien, Mittel- und Nordamerika vor. In Deutschland ist er in unterschiedlicher Dichte im ganzen Gebiet verbreitet.

## Bedeutung
Der Berindete Seitling ist kein Speisepilz; als Baum- und Holzschädling ist er eher unbedeutend.